# Taung
Taung – miasto w Republice Południowej Afryki. W roku 1924 Raymond Dart odkrył w pobliskich kopalniach szczątki kości australopiteka.